# Праксеология
Праксеологията (от старогръцки: πρᾶξις, „действие“, и -λογία, „изучаване“) е теория, развита от австрийския икономист Лудвиг фон Мизес и някои негови последователи, поставяща си за цел да даде дедуктивно описание на икономическата наука, изхождайки от определени аксиоми. Подходът им произтича от тяхното убеждение, че емпиризмът, в частност научният метод, е неприложим към обществените науки, поради невъзможността социалните явления да бъдат изследвани чрез повторими експерименти.